# Ведрана
Ведрана је српскохрватско женско име, изведено од придева ведра.
Мушки облик овог имена је Ведран.

## Значење
Име Ведрана води порекло од корена ведрити, односно од придева ведра. Ово име је значењски блиско имену Јасна.

## Распрострањеност
Ведрана је међу двеста најчешћих женских имена у Хрватској, где данас живи преко 3000 особа са тим именом. У Словенији је 2007. године било 52 женске особе имена Ведрана.